# Estación de Leganés
Leganés es una estación ferroviaria situada en el municipio español de Leganés, en la Comunidad de Madrid. Históricamente, la estación constituyó un nudo ferroviario en el que se bifucarban las líneas Madrid-Valencia de Alcántara y Campamento-Leganés, esta última de carácter exclusivamente militar. En la actualidad las instalaciones forman parte de la línea C-5 de Cercanías Madrid y dispone de diversos servicios de Media Distancia operados por Renfe. Ofrece una conexión con la línea 12 de Metro de Madrid a través de la estación de Leganés Central. 

## Situación ferroviaria
Las instalaciones se encuentran situadas en el punto kilométrico 13,2 de la línea férrea de ancho ibérico Madrid-Valencia de Alcántara. Este kilometraje se corresponde con el trazado clásico entre Madrid y la frontera portuguesa por Talavera de la Reina y Cáceres. El tramo es de vía doble y está electrificado. Históricamente, la estación también formó parte del ferrocarril militar de Cuatro Vientos a Leganés, hoy desmantelado.

## Historia
La estación fue inaugurada el 20 de junio de 1876 con la apertura al tráfico del tramo Madrid-Torrijos de la línea que pretendía conectar la capital de España con Malpartida de Plasencia buscando así un enlace con la frontera portuguesa más directo al ya existente por Badajoz. Las obras corrieron a cargo de la Compañía del Ferrocarril del Tajo. En 1880 dicha compañía pasó a ser conocida bajo las siglas MCP que aludían al trazado Madrid-Cáceres-Portugal una vez finalizadas las obras de las líneas Madrid-Malpartida, Malpartida-Cáceres y Cáceres-Frontera. A pesar de contar con este importante trazado que tenía en Madrid como cabecera a la estación de Delicias la compañía nunca gozó de buena salud financiera siendo intervenida por el Estado en 1928 quien creó para gestionarla la Compañía Nacional de los Ferrocarriles del Oeste.
En 1941, con la nacionalización de los ferrocarriles de ancho ibérico, la estación pasó a ser gestionada por RENFE. En la década de 1980 se integró en la red de cercanías. Desde el 31 de diciembre de 2004 Renfe Operadora explota la línea mientras que Adif es la titular de las instalaciones ferroviarias.

## La estación
La estación se encuentra entre la avenida del Cobre y la calle Virgen del Camino, cerca del centro de Leganés. Nada queda del edificio para viajeros original ya que el actual es una estructura moderna y funcional de planta baja que alberga el vestíbulo, las taquillas, máquinas expendedoras de billetes y los barreras tarifarias. En total Leganés cuenta con tres andenes, uno lateral y dos centrales a los que acceden cuatro vías dando lugar a la siguiente distribución: a-v-a-vv-a-v. Es aún visible el inicio del ramal, hoy desmantelado que inicialmente cumplía funciones industriales y que posteriormente pasó a ser usado por el Ejército. Todos los andenes están cubiertos y accesibles gracias a pasos subterráneos.
Anteriormente, había un túnel subterráneo para pasar al otro lado de las vías, pero fue cerrado por seguridad. En octubre de 2024, los teleindicadores y la señalética de la estación fueron completamente remodelados a los últimos modelos implantados en otras estaciones de la red de Cercanías.

## Servicios ferroviarios

### Media Distancia
En esta estación efectúan parada trenes que cubren servicios y MD de la línea 52 de Media Distancia.
Así pues, desde la estación de Talavera de la Reina hay servicio directo a Sevilla, Badajoz, Cáceres, Mérida, Plasencia, y Madrid entre otras ciudades.
| Línea MD | Trenes | Origen/Destino          |  | Destino/Origen                                     |
| -------- | ------ | ----------------------- |  | -------------------------------------------------- |
| 72       | MD     | Madrid-Atocha Cercanías |  | Plasencia Cáceres Mérida Zafra Sevilla-Santa Justa |

### Cercanías
| procedencia/destino   | < estación        | Línea | estación >   | destino/procedencia |
| --------------------- | ----------------- | ----- | ------------ | ------------------- |
| Humanes / Fuenlabrada | Parque Polvoranca |       | Zarzaquemada | Móstoles-El Soto    |

La estación forma parte de la línea C-5 de la red de Cercanías Madrid. En el mejor de los casos el trayecto entre Leganés y Madrid-Atocha se cubre en 18 minutos.